# Kuchiki no Tō
Kuchiki no Tou (朽木の灯) é o quarto álbum de estúdio da banda japonesa de rock MUCC, lançado em 1 de setembro de 2004 pela Danger Crue no Japão e em setembro do ano seguinte pela Gan-Shin na Europa. Foi lançado em duas edições: a regular, com apenas o CD e a limitada com um DVD bônus. 
Um concurso valendo cartões postais autografados foi sediado, era possível se inscrever enviando uma carta contando suas impressões sobre o álbum. Na produção, a bateria foi a primeira parte a ser gravada.
Em 26 de janeiro de 2005, uma versão ao vivo gravada em Roppongi foi lançada, intitulada Kuchiki no Tou Live at Roppongi.

## Recepção
Alcançou décima nona posição nas paradas da Oricon Albums Chart e manteve-se por quatro semanas. Kuchiki no Tou Live at Roppongi alcançou a 131ª posição.
Em 2017 o SID fez um cover de "Akatsuki Yami" e o gibiky gibiky gibiky fez um de "Oboreru Sakana" para o álbum tributo Tribute of MUCC -en-.
Em 2021, a Kerrang! listou Kuchiki no Tou como um dos 13 álbuns japoneses de rock e metal essenciais.

## Faixas[8]
| N.º            | Título                                     | Letras         | Música         | Duração |  |
| 1.             | "Kuchiki no Tou" (朽木の灯)                |                |                | 2:03    |  |
| 2.             | "Daremo Inai Ie" (誰も居ない家)            | Tatsurou       | Miya           | 3:50    |  |
| 3.             | "Isho" (遺書)                              | Miya           | Miya           | 5:16    |  |
| 4.             | "Mikan no Kaiga" (未完の絵画)              | Miya           | Miya           | 5:43    |  |
| 5.             | "Dakkuu" (濁空)                            | Miya           | Miya           | 2:25    |  |
| 6.             | "Gentou Sanka" (幻燈讃歌)                  | Miya           | Miya           | 3:38    |  |
| 7.             | "Akatsuki Yami" (暁闇)                     | Tatsurou       | Yukke          | 5:27    |  |
| 8.             | "2.07"                                     |                |                | 2:07    |  |
| 9.             | "Garo" (ガロ)                              | Tatsurou       | Miya           | 3:00    |  |
| 10.            | "Kanashimi no Hate" (悲シミノ果テ)         | Miya           | Miya           | 4:12    |  |
| 11.            | "Rojiura Boku to Kimi e" (路地裏 僕と君へ) | Tatsurou       | Miya           | 4:22    |  |
| 12.            | "Oboreru Sakana" (溺れる魚)                | Tatsurou       | Tatsurou       | 5:24    |  |
| 13.            | "Namonaki Yume" (名も無き夢)               | Miya           | Miya           | 4:24    |  |
| 14.            | "Monochrome no Keshiki" (モノクロの景色)   | Tatsurou       | Yukke, Miya    | 5:35    |  |
| 15.            | "Kuchiki no Tou" (朽木の灯)                | Tatsurou       | Miya           | 11:27   |  |
| Duração total: | Duração total:                             | Duração total: | Duração total: | 69:00   |  |

## Ficha técnica
Mucc
- Tatsurō (逹瑯) - vocal
- Miya (ミヤ) - guitarra
- Yukke - baixo
- SATOchi (SATOち) - bateria

## Desempenho nas paradas
| Parada (2004)                | Posição de pico |
| ---------------------------- | --------------- |
| Japão (Oricon Singles Chart) | #19             |